# Riccia
Riccia este un gen de mușchi din ordinul Marchantiales,  familia Ricciaceae. Cuprinde 265 de specii descrise, dintre care doar 173 sunt aceptate pe larg.

## Taxonomie
Genul a fost descris pentru prima oară de Carl Linné și publicat în Species Plantarum 2: 1138. 1753. Specia tip este Riccia glauca L. 

## Câteva specii aceptate
- Riccia atlantica
- Riccia beyrichiana
- Riccia bifurca
- Riccia canaliculata
- Riccia cavernosa
- Riccia ciliata
- Riccia crozalsii
- Riccia crystallina
- Riccia fluitans
- Riccia gangetica
- Riccia glauca
- Riccia huebeneriana
- Riccia intumescens
- Riccia nigrella
- Riccia rhenana
- Riccia sorocarpa
- Riccia subbifurca